# Pop-Tarts Bowl
Le Pop-Tarts Bowl, anciennement dénommé Cheez-Il Bowl, Camping World Bowl, Russell Athletic Bowl ou Champs Sports Bowl, est un match de football américain universitaire se tenant depuis 1990. Il a lieu à Orlando au Camping World Stadium.
Le bowl est exploité par la société Florida Citrus Sports une société à but non lucratif qui organise également le Capital One Bowl et le Florida Classic Bowl.
Le bowl est créé en 1990 par la société Raycom et joué à l'origine au Joe Robbie Stadium situé en dehors de la ville de Miami. Il change régulièrement de nom au gré des sponsors : Blockbuster Bowl, CarQuest Bowl, et MicronPC Bowl.
En 2001, le bowl change de propriétaire et est déménagé à Orlando. Il sera brièvement dénommé le Tangerine Bowl, un surnom historique qui était le nom originel du Capital One Bowl. La société Foot Locker, compagnie mère de la société Champs Sports rachète les droits du nom en 2004, le rebaptisant le Champs Sports Bowl.
Le 18 juin 2012, les droits sont repris par la société Russell Athletic et ce jusqu'en 2015. Début 2017 et jusqu'en 2020, c'est la société Camping World (en) qui reprend le sponsoring du nom du bowl,.
En mai 2020, la société Cheez-It (en) (filiale de Kellogg's) signe un contrat portant sur plusieurs saisons comme sponsor du nom du bowl. Le sponsoring est repris en mai 2023 par la société Pop-Tarts, autre filiale de Kellogg's. En octobre 2023, la société Kellogg's est divisée en deux entités et Pop-Tarts devient filiale de la nouvelle société Kellanova gérant les produits autres que les céréales Kellog's.
Les matchs opposent actuellement des équipes de l'ACC et de Big 12.

## Histoire

### Miami
Ce qui est actuellement connu sous le nom de Russel Athletic Bowl est né du désir de créer un second bowl dans la région de Miami. Il s'ajoute au célèbre et bien établi Orange Bowl. Il se déroulera dans le tout nouveau stade érigé dans la région en 1987, le Joe Robbie Stadium, alors que l'Orange Bowl continuera à se jouer dans son vieux stade. Le propriétaire des Miami Dolphins, Wayne Huizinga, rejoint rapidement les organisateurs et acquiert les droits du nom du bowl via sa société Blockbuster Video, modifiant ainsi le nom originellement prévu de Sunshine Classic Bowl. Le match inaugural joué le 28 décembre 1990 oppose Florida State à Penn State, équipes emmenées par deux entraîneurs de légende, Bobby Bowden et Joe Paterno. Le match se déroule devant 74 000 spectateurs.
Les matchs suivants cependant ne rencontreront plus le même succès même si le bowl se joue en 1993, 1994 et 1995, le jour de l'an. En 1994, la société CarQuest Auto Parts devient le sponsor du nom du bowl à la suite de la revente par Huizenga de sa société Blockbuster Video à la société Viacom.
Le match ne sera plus joué le jour de l'an lorsque les organisateurs de l'Orange Bowl reçoivent la permission de jouer au Joe Robbie Stadium dès 1996. Cette décision oblige le Carquest Bowl à se jouer de nouveau en décembre.
Après le match de 2000, la société Florida Citrus Sports reprend la direction du bowl et décide d'émigrer à Orlando.

### Orlando
De 2006 à 2010, le match a mis en présence des équipes issues de la ACC et de la Big Ten. À la suite d'un contrat avec la chaîne télévisée ESPN en 2006, le bowl se joue après Noël et est retransmis en prime time sur ESPN (alors qu'entre 2001 et 2004, il se jouait avant la Noël).
Entre 2005 et 2009, le stade accueillera deux bowl en moins d'une semaine ce qui constitue un fameux challenge pour les organisateurs (le Capital One Bowl est traditionnellement joué le jour de l'an). En 2009, les fortes pluies transforment le terrain en un bourbier infâme pour les deux bowls. À la suite de cela en 2010, l'herbe est remplacée par un gazon artificiel augmentant la vitesse du jeu.
Le 18 août 2009, les organisateurs du Champs Sports Bowl annoncent qu'une équipe de la Big East sera sélectionnée pendant 4 ans pour jouer le bowl et ce à partir de 2010. Ce contrat est prolongé en 2013 après que cette conférence eut été renommée The American. Les organisateurs avaient également pris l'option de pouvoir sélectionner Notre Dame au cours de cette période (ce qu'ils firent en 2011). Le 7 octobre 2009, ils annoncent avoir également obtenu l'accord de l'ACC aux même conditions. Le match opposera donc le troisième choix de l'ACC contre le second de la Big East. L'accord préalable opposait le 4e choix de l'ACC contre le 4e ou 5e choix de la Big Ten.

## Sponsors, anciennes dénominations et anciens logos

### Sponsors
- Blockbuster (1990–1993)
- Carquest (1994–1997)
- MicronPC (1998–2000)
- Florida Tourism (2001)
- Mazda (2002–2003)
- Champs Sports (2004–2011)
- Russell Athletic (2012-2016)
- Camping World (2017-2019)
- Kellogg's / Kellanova (depuis 2020)

### Anciennes dénominations du bowl
- Sunshine Classic (1990) - Logo non retrouvé
- Blockbuster Bowl (1990-1993)
- CarQuest Bowl (1994-1997)
- MicronPC Bowl (1998) - Logo non retrouvé
- MicronPC.com Bowl (1999 et 2000)
- Visit Florida Tangerine Bowl (2001)
- Mazda Tangerine Bowl (2002 et 2003)
- Champs Sports Bowl (2004-2011)
- Russell Athletic Bowl (2012-2016)
- Camping World Bowl (2017-2019)
- Cheez-It Bowl (2020-2022)

### Anciens logos

1990-1993
1994-1997
1999-2000
2001
2002-2003
2004-2011
2012-2016
2017-2019
2020-2022

## Palmarès[10]
M.à.j. le 29 décembre 2024
| Date             | Nom du bowl           | Vainqueur                | Score    | Perdant                  | Conférence                  | Assistance   | Note      |
| 28 décembre 1990 | Blockbuster Bowl      | Florida State            | 24-17    | Penn State               | Indépendants - Indépendants | 74 021       |           |
| 28 décembre 1991 | Blockbuster Bowl      | Alabama                  | 30-25    | Colorado                 | SEC - Big 8                 | 52 644       |           |
| 1er janvier 1993 | Blockbuster Bowl      | Stanford                 | 24-03    | Penn State               | Pac-10 - Indépendants       | 45 554       |           |
| 1er janvier 1994 | Carquest Bowl         | Boston College           | 31-13    | Virginia                 | Big East - ACC              | 38 513       |           |
| 2 janvier 1995   | Carquest Bowl         | South Carolina           | 24-21    | West Virginia            | SEC - Big East              | 50 833       |           |
| 30 décembre 1995 | Carquest Bowl         | North Carolina           | 20-10    | Arkansas                 | ACC - SEC                   | 34 428       |           |
| 27 décembre 1996 | Carquest Bowl         | Miami                    | 31-21    | Virginia                 | Big East - ACC              | 46 418       |           |
| 29 décembre 1997 | Carquest Bowl         | Georgia Tech             | 35-30    | West Virginia            | ACC - Big East              | 28 262       |           |
| 29 décembre 1998 | MicronPC Bowl         | Miami                    | 46-23    | North Carolina State     | Big East - ACC              | 44 387       |           |
| 30 décembre 1999 | MicronPC.com Bowl     | Illinois                 | 63-21    | Virginia                 | Big Ten - ACC               | 31 089       |           |
| 28 décembre 2000 | MicronPC.com Bowl     | North Carolina State     | 38-30    | Minnesota                | ACC - Big Ten               | 28 359       |           |
| 20 décembre 2001 | Tangerine Bowl        | Pittsburgh               | 34-19    | North Carolina State     | Big East - ACC              | 28 562       |           |
| 23 décembre 2002 | Tangerine Bowl        | Texas Tech               | 55-15    | Clemson                  | Big 12 - ACC                | 21 689       |           |
| 22 décembre 2003 | Tangerine Bowl        | North Carolina State     | 56-26    | Kansas                   | ACC - Big 12                | 26 482       |           |
| 21 décembre 2004 | Champs Sports Bowl    | Georgia Tech             | 51-14    | Syracuse                 | ACC - Big East              | 28 237       |           |
| 27 décembre 2005 | Champs Sports Bowl    | Clemson                  | 19-10    | Colorado                 | ACC - Big 12                | 31 470       |           |
| 29 décembre 2006 | Champs Sports Bowl    | Maryland                 | 24-07    | Purdue Boilermakers      | ACC - Big Ten               | 40 168       |           |
| 28 décembre 2007 | Champs Sports Bowl    | Boston College           | 24-21    | Michigan State           | ACC - Big Ten               | 46 554       |           |
| 27 décembre 2008 | Champs Sports Bowl    | Florida State            | 42-13    | Wisconsin                | ACC - Big Ten               | 52 692       |           |
| 29 décembre 2009 | Champs Sports Bowl    | Wisconsin                | 20-14    | Miami                    | Big Ten - ACC               | 56 747       |           |
| 28 décembre 2010 | Champs Sports Bowl    | North Carolina State     | 23-07    | West Virginia            | ACC - Big East              | 48 962       |           |
| 29 décembre 2011 | Champs Sports Bowl    | Florida State            | 18-14    | Notre Dame               | ACC - Indépendants          | 68 305       |           |
| 28 décembre 2012 | Russell Athletic Bowl | Virginia Tech            | 13(OT)10 | Rutgers                  | ACC - Big East              | 48 127       |           |
| 29 décembre 2013 | Russell Athletic Bowl | Louisville               | 36-09    | Miami                    | The American - ACC          | 51 100       |           |
| 29 décembre 2014 | Russell Athletic Bowl | #17 Clemson (10-3)       | 40-06    | Oklahoma (8-5)           | ACC - Big 12                | 40 071       | Note      |
| 29 décembre 2015 | Russell Athletic Bowl | Baylor (9-3)             | 49-38    | North Carolina (11-2)    | Big 12 - ACC                | 40 418       | Note      |
| 28 décembre 2016 | Russell Athletic Bowl | Miami (8–4)              | 31-14    | #16 West Virginia (10–2) | ACC - Big 12                | 48 625       | Note      |
| 28 décembre 2017 | Camping World Bowl    | #19 Oklahoma State (9–3) | 30-21    | #22 Virginia Tech (10–2) | Big 12 - ACC                | 39 610       | Note      |
| 28 décembre 2018 | Camping World Bowl    | #20 Syracuse (9-3)       | 34-18    | #16 West Virginia (8-3)  | ACC - Big 12                | 41 125       | Note      |
| 28 décembre 2019 | Camping World Bowl    | #15 Notre Dame (10-2)    | 33 - 09  | Iowa State (7-5)         | Indépendants - Big 12       | 46 948       | Note      |
| 29 décembre 2020 | Cheez-It Bowl         | #21 Oklahoma State (7-3) | 37 - 34  | #18 Miami (8-2)          | Big 12 - ACC                | 0 (Covid-19) | Note      |
| 29 décembre 2021 | Cheez-It Bowl         | #19 Clemson (9-3)        | 20 - 13  | Iowa State (7-5)         | ACC - Big 12                | 39 051       | Note      |
| 29 décembre 2022 | Cheez-It Bowl         | #13 Florida State (9-3)  | 35 - 32  | Oklahoma (6-6)           | ACC - Big 12                | 61 520       | Note      |
| 28 décembre 2023 | Pop-Tarts Bowl        | Kansas State (9-3)       | 28 - 19  | #19 NC State (8-4)       | ACC - Big 12                | 31 111       | Note (en) |
| 28 décembre 2024 | PopTarts Bowl         | #18 Iowa State (10-3)    | 42 - 41  | #15 Miami (FL) (10-2)    | Big 12 - ACC                | 38 650       | Note      |

## Statistiques par équipes
M.à.j. le 29 décembre 2024
| Rang | Équipes              | Apparitions | G-P |
| 1    | Florida State        | 4           | 4-0 |
| 2    | Clemson              | 4           | 3-1 |
| 3    | North Carolina State | 6           | 3-3 |
| 4    | Miami                | 7           | 3-4 |
| 5    | Boston College       | 2           | 2-0 |
| 5    | Georgia Tech         | 2           | 2-0 |
| 5    | Oklahoma State       | 2           | 2-0 |
| 8    | North Carolina       | 2           | 1-1 |
| 8    | Notre Dame           | 2           | 1-1 |
| 8    | Syracuse             | 2           | 1-1 |
| 8    | Virginia Tech        | 2           | 1-1 |
| 8    | Wisconsin            | 2           | 1-1 |
| 13   | Alabama              | 1           | 1-0 |
| 13   | Baylor               | 1           | 1-0 |
| 13   | Illinois             | 1           | 1-0 |
| 13   | Kansas State         | 1           | 1-0 |
| 13   | Louisville           | 1           | 1-0 |
| 13   | Maryland             | 1           | 1-0 |
| 13   | Pittsburgh           | 1           | 1-0 |
| 13   | South Carolina       | 1           | 1-0 |
| 13   | Stanford             | 1           | 1-0 |
| 13   | Texas Tech           | 1           | 1-0 |
| 23   | Iowa State           | 3           | 1-2 |
| 24   | Arkansas             | 1           | 0-1 |
| 24   | Kansas               | 1           | 0-1 |
| 24   | Michigan State       | 1           | 0-1 |
| 24   | Minnesota            | 1           | 0-1 |
| 24   | Purdue               | 1           | 0-1 |
| 24   | Rutgers              | 1           | 0-1 |
| 30   | Colorado             | 2           | 0-2 |
| 30   | Oklahoma             | 2           | 0-2 |
| 30   | Penn State           | 2           | 0-2 |
| 33   | Virginia             | 3           | 0-3 |
| 34   | West Virginia        | 5           | 0-5 |

## Statistiques par conférences
M.à.j. le 29 décembre 2024
| Rang | Conférences  | Apparitions | G-P   |
| ---- | ------------ | ----------- | ----- |
| 1    | ACC          | 30          | 18-12 |
| 2    | Big East     | 9           | 4-5   |
| 3    | Big 12       | 15          | 5-9   |
| 4    | Big Ten      | 6           | 2-4   |
| 5    | Indépendants | 5           | 2-3   |
| 6    | SEC          | 3           | 2-1   |
| 7    | The American | 1           | 1-0   |
| 7    | Pac-10       | 1           | 1-0   |
| 9    | Big 8        | 1           | 0-1   |

## Les meilleurs joueurs (MVPs)
M.à.j. le 28 décembre 2024
| Dates            | Joueurs              | Équipes        | Postes |
| 28 décembre 1990 | Amp Lee (en)         | Florida State  | RB     |
| 28 décembre 1991 | David Palmer (en)    | Alabama        | WR     |
| 1er janvier 1993 | Darrien Gordon (en)  | Stanford       | CB     |
| 1er janvier 1994 | Glenn Foley          | Boston College | QB     |
| 2 janvier 1995   | Steve Taneyhill (en) | South Carolina | QB     |
| 30 décembre 1995 | Leon Johnson (en)    | North Carolina | RB     |
| 27 décembre 1996 | Tremain Mack (en)    | Miami          | SS     |
| 29 décembre 1997 | Joe Hamilton (en)    | Georgia Tech   | QB     |
| 29 décembre 1998 | Scott Covington (en) | Miami          | QB     |
| 30 décembre 1999 | Kurt Kittner (en)    | Illinois       | QB     |
| 28 décembre 2000 | Philip Rivers        | NC State       | QB     |
| 20 décembre 2001 | Antonio Bryant (en)  | Pittsburgh     | WR     |
| 23 décembre 2002 | Kliff Kingsbury      | Texas Tech     | QB     |
| 22 décembre 2003 | Philip Rivers        | NC State       | QB     |
| 21 décembre 2004 | Reggie Ball (en)     | Georgia Tech   | QB     |
| 27 décembre 2005 | James Davis (en)     | Clemson        | RB     |
| 29 décembre 2006 | Sam Hollenbach (en)  | Maryland       | QB     |
| 28 décembre 2007 | Jamie Silva (en)     | Boston College | FS     |
| 27 décembre 2008 | Graham Gano          | Florida State  | K/P    |
| 29 décembre 2009 | John Clay (en)       | Wisconsin      | RB     |
| 28 décembre 2010 | Russell Wilson       | NC State       | QB     |
| 29 décembre 2011 | Rashad Greene (en)   | Florida State  | WR     |
| 28 décembre 2012 | Antone Exum (en)     | Virginia Tech  | CB     |
| 28 décembre 2013 | Teddy Bridgewater    | Louisville     | QB     |
| 29 décembre 2014 | Cole Stoudt (en)     | Clemson        | QB     |
| 29 décembre 2015 | Johnny Jefferson     | Baylor         | RB     |
| 28 décembre 2016 | Brad Kaaya (en)      | Miami          | QB     |
| 28 décembre 2017 | Mason Rudolp         | Oklahoma State | QB     |
| 28 décembre 2018 | Eric Dungey          | Syracuse       | QB     |
| 28 décembre 2019 | Chase Claypool       | Notre Dame     | WR     |
| 29 décembre 2020 | Spencer Sanders      | Oklahoma State | QB     |
| 29 décembre 2021 | Mario Goodrich       | Clemson        | DB     |
| 29 décembre 2022 | Jordan Travis        | Florida State  | QB     |
| 28 décembre 2023 | Avery Johnson        | Kansas State   | QB     |
| 28 décembre 2024 | Becht Rocco          | Iowa State     | QB     |